# Szachowe turnieje międzystrefowe
Turnieje międzystrefowe FIDE stanowiły drugi etap (pomiędzy turniejami strefowymi a turniejem lub meczami pretendentów) eliminacji, których celem było wyłonienie przeciwnika dla mistrza i mistrzyni świata w szachach.

## Turnieje międzystrefowe mężczyzn
Po raz pierwszy projekt regulaminu rozgrywek o indywidualne mistrzostwo świata pojawił się na Kongresie FIDE w roku 1946, natomiast w roku 1947 został on dopracowany i zatwierdzony na kongresie w Hadze.
W swojej długiej historii formuła turniejów międzystrefowych zmieniała się wielokrotnie; praktycznie każdy kolejny cykl różnił się od poprzedniego. W latach 1948 – 1970 rozgrywano tylko jeden turniej (w jednym cyklu rozgrywek), w którym startowało 21 - 24 zawodników, a awans zdobywało od 6 do 9 zawodników. Od roku 1973 do 1979 rozgrywano już dwa turnieje (w każdym 18 – 20 zawodników, awans zdobywało 3 najlepszych szachistów z każdego turnieju), natomiast od roku 1982 do 1987 w każdym cyklu rozgrywano po trzy turnieje (14 – 18 zawodników, awans od 2 do 4 zawodników z każdego turnieju). Do roku 1987 wszystkie turnieje rozgrywano systemem kołowym, natomiast dwa ostatnie turnieje w historii (w latach 1990 i 1993) rozegrano systemem szwajcarskim na dystansie 13 rund z udziałem odpowiednio: 64 (do meczów pretendenckich awansowało 11 szachistów) oraz 73 zawodników (awansowało 10).
W roku 1959 Kongres FIDE w Luksemburgu wprowadził tzw. „zasadę trzech”, która określała dopuszczalną liczbę zawodników z jednego kraju, która mogła awansować do kolejnego etapu zmagań. Przepis ten obowiązywał podczas dwóch turniejów międzystrefowych (1962 i 1964), ale z powodu ostrych protestów federacji radzieckiej, został na Kongresie w Wiesbaden w roku 1965 anulowany.
W latach 1948 – 1962 oraz w roku 1985 zawodnicy zdobywali awans do turniejów pretendentów, natomiast w latach 1964 – 1982 oraz 1987 – 1993, do meczów pretendentów. Łącznie w latach 1948 - 1993 rozegrano 26 turniejów (25 FIDE i 1 PCA). Turniej PCA w roku 1993 był jedynym, jaki udało się zorganizować tej stworzonej przez Garriego Kasparowa organizacji, która miała stanowić konkurencję dla FIDE. Drugiego cyklu nie udało się już rozpocząć, ponieważ PCA w roku 1995 upadło. Natomiast FIDE w roku 1996 całkowicie zrewolucjonizowało wieloletni system rozgrywania eliminacji do tytułu mistrza świata i od roku 1997 zrezygnowało z organizacji turniejów międzystrefowych oraz meczów pretendentów, wprowadzając jeden turniej rozgrywany systemem pucharowym.

### Saltsjöbaden1948
Liczba uczestników: 20, system kołowy
| Miejsce | Zawodnicy         | Punkty |
| ------- | ----------------- | ------ |
| 1       | Dawid Bronstein   | 13½    |
| 2       | László Szabó      | 12½    |
| 3       | Izaak Bolesławski | 12     |
| 4       | Aleksandr Kotow   | 11½    |
| 5       | Andor Lilienthal  | 11     |
| 6       | Igor Bondarewski  | 10½    |
| 7       | Miguel Najdorf    | 10½    |
| 8       | Gideon Ståhlberg  | 10½    |
| 9       | Salomon Flohr     | 10½    |
| 10      | Petar Trifunović  | 10     |

### Sztokholm1952
Liczba uczestników: 21, system kołowy
| Miejsce | Zawodnicy         | Punkty |
| ------- | ----------------- | ------ |
| 1       | Aleksandr Kotow   | 16½    |
| 2       | Mark Tajmanow     | 13½    |
| 3       | Tigran Petrosjan  | 13½    |
| 4       | Jefim Geller      | 13     |
| 5       | Jurij Awerbach    | 12½    |
| 6       | Gideon Ståhlberg  | 12½    |
| 7       | László Szabó      | 12½    |
| 8       | Svetozar Gligorić | 12½    |
| 9       | Wolfgang Unzicker | 11½    |
| 10      | Erich Eliskases   | 10½    |

### Göteborg1955
Liczba uczestników: 21, system kołowy
| Miejsce | Zawodnicy         | Punkty |
| ------- | ----------------- | ------ |
| 1       | Dawid Bronstein   | 15     |
| 2       | Paul Keres        | 13½    |
| 3       | Óscar Panno       | 13     |
| 4       | Tigran Petrosjan  | 12½    |
| 5       | Jefim Geller      | 12     |
| 6       | László Szabó      | 12     |
| 7       | Miroslav Filip    | 11     |
| 8       | Herman Pilnik     | 11     |
| 9       | Boris Spasski     | 11     |
| 10      | Gieorgij Iliwicki | 10½    |

### Portoroż1958
Liczba uczestników: 21, system kołowy
| Miejsce | Zawodnicy            | Punkty |
| ------- | -------------------- | ------ |
| 1       | Michaił Tal          | 13½    |
| 2       | Svetozar Gligorić    | 13     |
| 3       | Tigran Petrosjan     | 12½    |
| 4       | Pál Benkő            | 12½    |
| 5       | Friðrik Ólafsson     | 12     |
| 6       | Bobby Fischer        | 12     |
| 7       | Dawid Bronstein      | 11½    |
| 8       | Jurij Awerbach       | 11½    |
| 9       | Aleksandar Matanović | 11½    |
| 10      | László Szabó         | 11½    |

### Sztokholm1962
Liczba uczestników: 23, system kołowy

Uwaga: w turnieju obowiązywała „zasada trzech"
| Miejsce | Zawodnicy         | Punkty |
| ------- | ----------------- | ------ |
| 1       | Bobby Fischer     | 17½    |
| 2       | Jefim Geller      | 15     |
| 3       | Tigran Petrosjan  | 15     |
| 4       | Wiktor Korcznoj   | 14     |
| 5       | Miroslav Filip    | 14     |
| 6       | Svetozar Gligorić | 13½    |
| 7       | Pál Benkő         | 13½    |
| 8       | Leonid Stein      | 13½    |
| 9       | Wolfgang Uhlmann  | 12½    |
| 10      | Lajos Portisch    | 12½    |

### Amsterdam1964
Liczba uczestników: 24, system kołowy

Uwaga: w turnieju obowiązywała „zasada trzech"
| Miejsce | Zawodnicy         | Punkty |
| ------- | ----------------- | ------ |
| 1       | Wasilij Smysłow   | 17     |
| 2       | Bent Larsen       | 17     |
| 3       | Boris Spasski     | 17     |
| 4       | Michaił Tal       | 17     |
| 5       | Leonid Stein      | 16½    |
| 6       | Dawid Bronstein   | 16     |
| 7       | Borislav Ivkov    | 15     |
| 8       | Samuel Reshevsky  | 14½    |
| 9       | Lajos Portisch    | 14½    |
| 10      | Svetozar Gligorić | 14     |

### Sousse1967
Liczba uczestników: 23, system kołowy

| Miejsce | Zawodnicy            | Punkty |
| ------- | -------------------- | ------ |
| 1       | Bent Larsen          | 15½    |
| 2       | Wiktor Korcznoj      | 14     |
| 3       | Jefim Geller         | 14     |
| 4       | Svetozar Gligorić    | 14     |
| 5       | Lajos Portisch       | 13½    |
| 6       | Samuel Reshevsky     | 13     |
| 7       | Vlastimil Hort       | 13     |
| 8       | Leonid Stein         | 13     |
| 9       | Milan Matulović      | 12½    |
| 10      | Aleksandar Matanović | 12     |

### Palma de Mallorca1970
Liczba uczestników: 24, system kołowy
| Miejsce | Zawodnicy         | Punkty |
| ------- | ----------------- | ------ |
| 1       | Bobby Fischer     | 18½    |
| 2       | Bent Larsen       | 15     |
| 3       | Jefim Geller      | 15     |
| 4       | Robert Hübner     | 15     |
| 5       | Mark Tajmanow     | 14     |
| 6       | Wolfgang Uhlmann  | 14     |
| 7       | Lajos Portisch    | 13½    |
| 8       | Wasilij Smysłow   | 13½    |
| 9       | Lew Poługajewski  | 13     |
| 10      | Svetozar Gligorić | 13     |

### Petrópolis1973
Liczba uczestników: 18, system kołowy
| Miejsce | Zawodnicy        | Ranking | Punkty |
| ------- | ---------------- | ------- | ------ |
| 1       | Henrique Mecking | 2575    | 12     |
| 2       | Jefim Geller     | 2585    | 11½    |
| 3       | Lew Poługajewski | 2640    | 11½    |
| 4       | Lajos Portisch   | 2645    | 11½    |
| 5       | Wasilij Smysłow  | 2600    | 11     |
| 6       | Dawid Bronstein  | 2585    | 10½    |
| 7       | Vlastimil Hort   | 2610    | 10     |
| 8       | Władimir Sawon   | 2570    | 9½     |

### Leningrad1973
Liczba uczestników: 18, system kołowy
| Miejsce | Zawodnicy        | Ranking | Punkty |
| ------- | ---------------- | ------- | ------ |
| 1       | Wiktor Korcznoj  | 2635    | 13½    |
| 2       | Anatolij Karpow  | 2645    | 13½    |
| 3       | Robert Byrne     | 2570    | 12½    |
| 4       | Jan Smejkal      | 2570    | 11     |
| 5       | Robert Hübner    | 2600    | 10     |
| 6       | Bent Larsen      | 2620    | 10     |
| 7       | Giennadij Kuźmin | 2565    | 9½     |
| 8       | Michaił Tal      | 2655    | 8½     |

### Manila1976
Liczba uczestników: 20, system kołowy
| Miejsce | Zawodnicy           | Ranking | Punkty |
| ------- | ------------------- | ------- | ------ |
| 1       | Henrique Mecking    | 2620    | 13     |
| 2       | Lew Poługajewski    | 2635    | 12½    |
| 3       | Vlastimil Hort      | 2600    | 12½    |
| 4       | Witalij Cieszkowski | 2550    | 12     |
| 5       | Zoltán Ribli        | 2475    | 11½    |
| 6       | Ljubomir Ljubojević | 2620    | 11½    |
| 7       | Lubomir Kavalek     | 2540    | 10½    |
| 8       | Óscar Panno         | 2520    | 10½    |

### Biel1976
Liczba uczestników: 20, system kołowy
| Miejsce | Zawodnicy        | Ranking | Punkty |
| ------- | ---------------- | ------- | ------ |
| 1       | Bent Larsen      | 2625    | 12½    |
| 2       | Tigran Petrosjan | 2635    | 12     |
| 3       | Lajos Portisch   | 2625    | 12     |
| 4       | Michaił Tal      | 2615    | 12     |
| 5       | Wasilij Smysłow  | 2580    | 11½    |
| 6       | Robert Byrne     | 2540    | 11½    |
| 7       | Robert Hübner    | 2585    | 11½    |
| 8       | Ulf Andersson    | 2585    | 10½    |

### Rio de Janeiro1979
Liczba uczestników: 18, system kołowy
| Miejsce | Zawodnicy        | Ranking | Punkty |
| ------- | ---------------- | ------- | ------ |
| 1       | Lajos Portisch   | 2640    | 11½    |
| 2       | Tigran Petrosjan | 2610    | 11½    |
| 3       | Robert Hübner    | 2595    | 11½    |
| 4       | Jan Timman       | 2625    | 11     |
| 5       | Jaime Sunye Neto | 2375    | 9½     |
| 6       | Borislav Ivkov   | 2525    | 9½     |
| 7       | Jurij Bałaszow   | 2600    | 9      |
| 8       | Eugenio Torre    | 2520    | 9      |

### Ryga1979
Liczba uczestników: 18, system kołowy
| Miejsce | Zawodnicy        | Ranking | Punkty |
| ------- | ---------------- | ------- | ------ |
| 1       | Michaił Tal      | 2615    | 14     |
| 2       | Lew Poługajewski | 2625    | 11½    |
| 3       | András Adorján   | 2525    | 11     |
| 4       | Zoltán Ribli     | 2595    | 11     |
| 5       | Ołeh Romanyszyn  | 2560    | 10½    |
| 6       | Florin Gheorghiu | 2540    | 10½    |
| 7       | Bent Larsen      | 2620    | 10     |
| 8       | Giennadij Kuźmin | 2565    | 9      |

### Toluca1982
Liczba uczestników: 14, system kołowy
| Miejsce | Zawodnicy        | Ranking | Punkty |
| ------- | ---------------- | ------- | ------ |
| 1       | Lajos Portisch   | 2625    | 8½     |
| 2       | Eugenio Torre    | 2535    | 8½     |
| 3       | Boris Spasski    | 2610    | 8      |
| 4       | Igor Iwanow      | 2505    | 7½     |
| 5       | Artur Jusupow    | 2555    | 7½     |
| 6       | Lew Poługajewski | 2610    | 7½     |
| 7       | Yasser Seirawan  | 2595    | 7½     |
| 8       | John Nunn        | 2565    | 7      |

### Moskwa1982
Liczba uczestników: 14, system kołowy
| Miejsce | Zawodnicy                 | Ranking | Punkty |
| ------- | ------------------------- | ------- | ------ |
| 1       | Garri Kasparow            | 2675    | 10     |
| 2       | Ołeksandr Bielawski       | 2620    | 8½     |
| 3       | Michaił Tal               | 2610    | 8      |
| 4       | Ulf Andersson             | 2610    | 8      |
| 5       | Jefim Geller              | 2565    | 7½     |
| 6       | Guillermo García González | 2500    | 7½     |
| 7       | Jakow Murej               | 2500    | 6½     |
| 8       | Gyula Sax                 | 2560    | 6      |

### Las Palmas1982
Liczba uczestników: 14, system kołowy
| Miejsce | Zawodnicy          | Ranking | Punkty |
| ------- | ------------------ | ------- | ------ |
| 1       | Zoltán Ribli       | 2580    | 9      |
| 2       | Wasilij Smysłow    | 2565    | 8½     |
| 3       | Mihai Șubă         | 2525    | 8      |
| 4       | Wołodymyr Tukmakow | 2555    | 7½     |
| 5       | Tigran Petrosjan   | 2605    | 7½     |
| 6       | Jan Timman         | 2600    | 6½     |
| 7       | Bent Larsen        | 2595    | 6½     |
| 8       | József Pintér      | 2550    | 6      |

### Tunis1985
Liczba uczestników: 18, system kołowy

| Miejsce | Zawodnicy           | Ranking | Punkty |
| ------- | ------------------- | ------- | ------ |
| 1       | Artur Jusupow       | 2590    | 11½    |
| 2       | Ołeksandr Bielawski | 2635    | 11     |
| 3       | Lajos Portisch      | 2635    | 10     |
| 4       | Wiktor Gawrikow     | 2550    | 9½     |
| 5       | Aleksander Czernin  | 2495    | 9½     |
| 6       | Vlastimil Hort      | 2560    | 9      |
| 7       | Giennadij Sosonko   | 2535    | 9      |
| 8       | Maxim Dlugy         | 2485    | 9      |

### Taxco de Alarcón1985
Liczba uczestników: 16, system kołowy
| Miejsce | Zawodnicy                | Ranking | Punkty |
| ------- | ------------------------ | ------- | ------ |
| 1       | Jan Timman               | 2650    | 12     |
| 2       | Jesus Nogueiras Santiago | 2545    | 10½    |
| 3       | Michaił Tal              | 2565    | 10     |
| 4       | Kevin Spraggett          | 2560    | 9      |
| 5       | Jonathan Speelman        | 2530    | 8      |
| 6       | Simen Agdestein          | 2500    | 7½     |
| 7       | Mišo Cebalo              | 2485    | 7½     |
| 8       | Lew Alburt               | 2535    | 7      |

### Biel1985
Liczba uczestników: 18, system kołowy
| Miejsce | Zawodnicy           | Ranking | Punkty |
| ------- | ------------------- | ------- | ------ |
| 1       | Rafael Waganjan     | 2625    | 12½    |
| 2       | Yasser Seirawan     | 2570    | 11½    |
| 3       | Andriej Sokołow     | 2555    | 11     |
| 4       | Nigel Short         | 2575    | 10½    |
| 5       | John van der Wiel   | 2520    | 10½    |
| 6       | Eugenio Torre       | 2535    | 10½    |
| 7       | Lew Poługajewski    | 2600    | 9½     |
| 8       | Ljubomir Ljubojević | 2615    | 9½     |

### Zagrzeb1987
Liczba uczestników: 17, system kołowy
| Miejsce | Zawodnicy                | Ranking | Punkty |
| ------- | ------------------------ | ------- | ------ |
| 1       | Wiktor Korcznoj          | 2630    | 11     |
| 2       | Jaan Ehlvest             | 2540    | 10     |
| 3       | Yasser Seirawan          | 2600    | 10     |
| 4       | Jesus Nogueiras Santiago | 2555    | 9½     |
| 5       | Predrag Nikolić          | 2620    | 9½     |
| 6       | Julio Granda Zuñiga      | 2525    | 9½     |
| 7       | Eugenio Torre            | 2540    | 9      |
| 8       | Lew Poługajewski         | 2595    | 8½     |

### Szirak1987
Liczba uczestników: 18, system kołowy
| Miejsce | Zawodnicy           | Ranking | Punkty |
| ------- | ------------------- | ------- | ------ |
| 1       | Walerij Sałow       | 2575    | 12½    |
| 2       | Jóhann Hjartarson   | 2550    | 12½    |
| 3       | Lajos Portisch      | 2615    | 12     |
| 4       | John Nunn           | 2585    | 12     |
| 5       | Ołeksandr Bielawski | 2630    | 11     |
| 6       | Ulf Andersson       | 2600    | 10½    |
| 7       | Ljubomir Ljubojević | 2625    | 10½    |
| 8       | Larry Christiansen  | 2575    | 9      |

### Subotica1987
Liczba uczestników: 16, system kołowy
| Miejsce | Zawodnicy                 | Ranking | Punkty |
| ------- | ------------------------- | ------- | ------ |
| 1       | Gyula Sax                 | 2570    | 10½    |
| 2       | Nigel Short               | 2615    | 10½    |
| 3       | Jonathan Speelman         | 2550    | 10½    |
| 4       | Michaił Tal               | 2605    | 10     |
| 5       | Zoltán Ribli              | 2580    | 10     |
| 6       | Amador Rodríguez Céspedes | 2495    | 8½     |
| 7       | Slavoljub Marjanović      | 2505    | 8      |
| 8       | Wasilij Smysłow           | 2550    | 7½     |

### Manila1990
Liczba uczestników: 64, system szwajcarski (13 rund)
| Miejsce | Zawodnicy           | Ranking | Punkty |
| ------- | ------------------- | ------- | ------ |
| 1       | Boris Gelfand       | 2680    | 9      |
| 2       | Wasyl Iwanczuk      | 2680    | 9      |
| 3       | Viswanathan Anand   | 2610    | 8½     |
| 4       | Nigel Short         | 2610    | 8½     |
| 5       | Gyula Sax           | 2600    | 8      |
| 6       | Wiktor Korcznoj     | 2630    | 8      |
| 7       | Robert Hübner       | 2585    | 8      |
| 8       | Predrag Nikolić     | 2600    | 8      |
| 9       | Leonid Judasin      | 2615    | 8      |
| 10      | Siergiej Dołmatow   | 2615    | 8      |
| 11      | Aleksiej Driejew    | 2615    | 8      |
| 12      | Michaił Gurewicz    | 2640    | 7½     |
| 13      | Branko Damljanović  | 2515    | 7½     |
| 14      | Kirił Georgiew      | 2580    | 7½     |
| 15      | Ljubomir Ljubojević | 2600    | 7½     |

### Biel1993
Liczba uczestników: 73, system szwajcarski (13 rund)
| Miejsce | Zawodnicy            | Ranking | Punkty |
| ------- | -------------------- | ------- | ------ |
| 1       | Boris Gelfand        | 2670    | 9      |
| 2       | Paul van der Sterren | 2525    | 8½     |
| 3       | Gata Kamski          | 2645    | 8½     |
| 4       | Aleksandr Chalifman  | 2645    | 8½     |
| 5       | Michael Adams        | 2630    | 8½     |
| 6       | Leonid Judasin       | 2605    | 8½     |
| 7       | Walerij Sałow        | 2685    | 8½     |
| 8       | Joël Lautier         | 2620    | 8½     |
| 9       | Władimir Kramnik     | 2710    | 8½     |
| 10      | Viswanathan Anand    | 2725    | 8      |
| 11      | Władimir Jepiszyn    | 2655    | 8      |
| 12      | Symbat Lyputian      | 2565    | 8      |
| 13      | Aleksiej Szyrow      | 2685    | 8      |
| 14      | Wasyl Iwanczuk       | 2705    | 8      |
| 15      | Ivan Sokolov         | 2610    | 8      |

## Turniej międzystrefowy mężczyzn (PCA)

### Groningen1993
Liczba uczestników: 54, system szwajcarski (11 rund)
| Miejsce | Zawodnicy           | Ranking | Punkty |
| ------- | ------------------- | ------- | ------ |
| 1       | Michael Adams       | 2630    | 7½     |
| 2       | Viswanathan Anand   | 2725    | 7½     |
| 3       | Gata Kamski         | 2645    | 7      |
| 4       | Władimir Kramnik    | 2710    | 7      |
| 5       | Siergiej Tiwiakow   | 2635    | 7      |
| 6       | Boris Gulko         | 2635    | 7      |
| 7       | Ołeh Romanyszyn     | 2615    | 7      |
| 8       | Aleksiej Szyrow     | 2685    | 6½     |
| 9       | Siergiej Dołmatow   | 2630    | 6½     |
| 10      | Eric Lobron         | 2575    | 6½     |
| 11      | Ivan Sokolov        | 2610    | 6½     |
| 12      | Jeroen Piket        | 2590    | 6½     |
| 13      | Robert Hübner       | 2605    | 6½     |
| 14      | Julio Granda Zuñiga | 2605    | 6½     |
| 15      | Rafael Waganjan     | 2615    | 6½     |

## Turnieje międzystrefowe kobiet

### Ochryda1971
Liczba uczestniczek: 18, system kołowy
| Miejsce | Zawodniczki            | Punkty |
| ------- | ---------------------- | ------ |
| 1       | Nana Aleksandria       | 13     |
| 2       | Milunka Lazarević      | 12     |
| 3       | Tatiana Zatułowska     | 12     |
| 4       | Natalia Konoplowa      | 11     |
| 5       | Maria Ivánka           | 11     |
| 6       | Walentina Kozłowska    | 10½    |
| 7       | Krystyna Radzikowska   | 9½     |
| 8       | Elisabeta Polihroniade | 9½     |

### Minorka1973
Liczba uczestniczek: 20, system kołowy
| Miejsce | Zawodniczki         | Punkty |
| ------- | ------------------- | ------ |
| 1       | Walentina Kozłowska | 13½    |
| 2       | Nana Aleksandria    | 13     |
| 3       | Natalia Konoplowa   | 13     |
| 4       | Irina Lewitina      | 13     |
| 5       | Marta Szul          | 13     |
| 6       | Tatiana Zatułowska  | 12     |
| 7       | Alexandra Nicolau   | 12     |
| 8       | Jana Hartston       | 12     |

### Tbilisi1976
Liczba uczestniczek: 12, system kołowy
| Miejsce | Zawodniczki         | Punkty |
| ------- | ------------------- | ------ |
| 1       | Jelena Fatalibekowa | 7      |
| 2       | Walentina Kozłowska | 6½     |
| 3       | Maia Cziburdanidze  | 6½     |
| 4       | Maria Ivánka        | 6      |
| 5       | Marta Lityńska      | 6      |
| 6       | Tatiana Zatułowska  | 5      |

### Rozendaal1976
Liczba uczestniczek: 14, system kołowy
| Miejsce | Zawodniczki            | Punkty |
| ------- | ---------------------- | ------ |
| 1       | Jelena Achmyłowska     | 9½     |
| 2       | Ałła Kusznir           | 9½     |
| 3       | Alexandra van der Mije | 9      |
| 4       | Tatjana Lemaczko       | 9      |
| 5       | Zsuzsa Verőci          | 8½     |
| 6       | Jana Hartston          | 7½     |

### Rio de Janeiro1979
Liczba uczestniczek: 17, system kołowy
| Miejsce | Zawodniczki            | Punkty |
| ------- | ---------------------- | ------ |
| 1       | Nana Ioseliani         | 14½    |
| 2       | Zsuzsa Verőci-Petronić | 12     |
| 3       | Nana Aleksandria       | 11     |
| 4       | Gisela Fischdick       | 10½    |
| 5       | Elisabeta Polihroniade | 10½    |
| 6       | Walentina Kozłowska    | 9½     |
| 7       | Milunka Lazarević      | 9½     |
| 8       | Tatiana Zatułowska     | 9      |

### Alicante1979
Liczba uczestniczek: 18, system kołowy

Uwaga: Marta Lityńska wywalczyła awans po rezygnacji z udziału w rozgrywkach Ałły Kusznir, pokonując 4½ – 3½ Giselę Fischdick (Baden-Baden, 1980)
| Miejsce | Zawodniczki         | Punkty |
| ------- | ------------------- | ------ |
| 1       | Tatjana Lemaczko    | 13½    |
| 2       | Jelena Achmyłowska  | 13½    |
| 3       | Nino Gurieli        | 12     |
| 4       | Marta Lityńska      | 11½    |
| 5       | Diane Savereide     | 11     |
| 6       | Jelena Fatalibekowa | 10½    |
| 7       | Maria Ivánka        | 10     |
| 8       | Maaja Ranniku       | 9      |

### Bad Kissingen1982
Liczba uczestniczek: 16, system kołowy
| Miejsce | Zawodniczki         | Punkty |
| ------- | ------------------- | ------ |
| 1       | Nona Gaprindaszwili | 12     |
| 2       | Lidija Semenowa     | 11½    |
| 3       | Tatjana Lemaczko    | 11     |
| 4       | Eliška Klimova      | 10½    |
| 5       | Barbara Hund        | 10½    |
| 6       | Marta Lityńska      | 10     |
| 7       | Marina Pogorevici   | 9½     |
| 8       | Suzana Maksimović   | 7      |

### Tbilisi1982
Liczba uczestniczek: 15, system kołowy
| Miejsce | Zawodniczki           | Punkty |
| ------- | --------------------- | ------ |
| 1       | Margareta Mureșan     | 10½    |
| 2       | Irina Lewitina        | 9½     |
| 3       | Liu Shilan            | 9      |
| 4       | Jelena Achmyłowska    | 8      |
| 5       | Nieves García Vicente | 8      |
| 6       | Nino Gurieli          | 8      |
| 7       | Tamara Minogina       | 7½     |
| 8       | Natalia Titorenko     | 7½     |

### Hawana1985
Liczba uczestniczek: 14, system kołowy
| Miejsce | Zawodniczki            | Punkty |
| ------- | ---------------------- | ------ |
| 1       | Nana Aleksandria       | 10     |
| 2       | Jelena Achmyłowska     | 9½     |
| 3       | Pia Cramling           | 8½     |
| 4       | Nana Ioseliani         | 8½     |
| 5       | Daniela Nuțu           | 8½     |
| 6       | Zsuzsa Verőci-Petronić | 7      |
| 7       | Gulnara Sachatowa      | 7      |
| 8       | Susan Walker           | 6½     |

### Żełeznowodsk1985
Liczba uczestniczek: 16, system kołowy
| Miejsce | Zawodniczki          | Punkty |
| ------- | -------------------- | ------ |
| 1       | Marta Lityńska       | 11     |
| 2       | Wu Mingqian          | 10½    |
| 3       | Agnieszka Brustman   | 10     |
| 4       | Ludmiła Zajcewa      | 10     |
| 5       | Swietłana Matwiejewa | 9½     |
| 6       | Nona Gaprindaszwili  | 9½     |
| 7       | Nino Gurieli         | 9      |
| 8       | Margareta Mureșan    | 8      |

### Tuzla1987
Liczba uczestniczek: 18, system kołowy
| Miejsce | Zawodniczki            | Punkty |
| ------- | ---------------------- | ------ |
| 1       | Nana Ioseliani         | 13     |
| 2       | Ketevan Arachamia      | 12     |
| 3       | Lidija Semenowa        | 11½    |
| 4       | Agnieszka Brustman     | 11½    |
| 5       | Gulnara Sachatowa      | 10½    |
| 6       | Zsuzsa Verőci-Petronić | 10     |
| 7       | Nina Høiberg           | 10     |
| 8       | Mária Ivánka-Budinsky  | 9      |
| 9       | Swietłana Matwiejewa   | 9      |
| 10      | Liu Shilan             | 8½     |

### Smederevska Palanka1987
Liczba uczestniczek: 16, system kołowy
| Miejsce | Zawodniczki         | Punkty |
| ------- | ------------------- | ------ |
| 1       | Marta Lityńska      | 11     |
| 2       | Irina Lewitina      | 10½    |
| 3       | Nona Gaprindaszwili | 10½    |
| 4       | Eliška Klimova      | 10½    |
| 5       | Zoja Lelczuk        | 10     |
| 6       | Ildikó Mádl         | 9½     |
| 7       | Inna Izraiłow       | 9½     |
| 8       | Alisa Marić         | 9      |
| 9       | Susan Arkell        | 9      |

### Genting1990
Liczba uczestniczek: 18, system kołowy
| Miejsce | Zawodniczki         | Punkty |
| ------- | ------------------- | ------ |
| 1       | Nona Gaprindaszwili | 13½    |
| 2       | Xie Jun             | 12½    |
| 3       | Alisa Marić         | 12     |
| 4       | Nino Gurieli        | 12     |
| 5       | Julija Diemina      | 11     |
| 6       | Anna Achszarumowa   | 11     |
| 7       | Marta Lityńska      | 10½    |
| 8       | Jelena Zajac        | 10     |
| 9       | Nina Høiberg        | 9½     |
| 10      | Nana Aleksandria    | 9½     |

### Azow1990
Liczba uczestniczek: 18, system kołowy
| Miejsce | Zawodniczki          | Punkty |
| ------- | -------------------- | ------ |
| 1       | Ketino Kachiani      | 11½    |
| 2       | Alisa Gallamowa      | 11½    |
| 3       | Eliška Klimova       | 11     |
| 4       | Swietłana Prudnikowa | 10½    |
| 5       | Claudia Amura        | 10     |
| 6       | Ketevan Arachamia    | 10     |
| 7       | Peng Zhaoqin         | 10     |
| 8       | Agnieszka Brustman   | 10     |
| 9       | Ildikó Mádl          | 9½     |
| 10      | Fliura Uskowa        | 9½     |

### Subotica1991
Liczba uczestniczek: 35, system szwajcarski (13 rund)
| Miejsce | Zawodniczki           | Punkty |
| ------- | --------------------- | ------ |
| 1       | Nona Gaprindaszwili   | 9      |
| 2       | Peng Zhaoqin          | 9      |
| 3       | Nana Ioseliani        | 8½     |
| 4       | Irina Lewitina        | 8½     |
| 5       | Wang Pin              | 8      |
| 6       | Qin Kanying           | 8      |
| 7       | Ketevan Arachamia     | 8      |
| 8       | Swietłana Matwiejewa  | 7½     |
| 9       | Alisa Gallamowa       | 7½     |
| 10      | Ketino Kachiani       | 7½     |
| 11      | Marta Lityńska        | 7½     |
| 12      | Aynur Sofiyeva        | 7½     |
| 13      | Ildikó Mádl           | 7      |
| 14      | Cristina-Adela Foișor | 7      |
| 15      | Daniela Nuțu-Gajić    | 7      |

### Dżakarta1993
Liczba uczestniczek: 39, system szwajcarski (13 rund)
| Miejsce | Zawodniczki           | Punkty |
| ------- | --------------------- | ------ |
| 1       | Ketevan Arachamia     | 9½     |
| 2       | Alisa Gallamowa       | 9      |
| 3       | Maia Cziburdanidze    | 8½     |
| 4       | Alisa Marić           | 8½     |
| 5       | Peng Zhaoqin          | 8½     |
| 6       | Pia Cramling          | 8      |
| 7       | Cristina-Adela Foișor | 8      |
| 8       | Aynur Sofiyeva        | 8      |
| 9       | Ana-Maria Botsari     | 7½     |
| 10      | Swietłana Matwiejewa  | 7½     |
| 11      | Wang Pin              | 7½     |
| 12      | Qin Kanying           | 7      |
| 13      | Nino Gurieli          | 7      |
| 14      | Lidija Semenowa       | 7      |
| 15      | Krystyna Dąbrowska    | 7      |

### Kiszyniów1995
Liczba uczestniczek: 52, system szwajcarski (13 rund)
| Miejsce | Zawodniczki          | Punkty |
| ------- | -------------------- | ------ |
| 1       | Ketevan Arachamia    | 9½     |
| 2       | Ketino Kachiani      | 9      |
| 3       | Nana Ioseliani       | 8½     |
| 4       | Alisa Gallamowa      | 8½     |
| 5       | Peng Zhaoqin         | 8½     |
| 6       | Alisa Marić          | 8½     |
| 7       | Nino Gurieli         | 8      |
| 8       | Vesna Mišanović      | 8      |
| 9       | Swietłana Matwiejewa | 8      |
| 10      | Nataša Bojković      | 7½     |
| 11      | Qin Kanying          | 7½     |
| 12      | Inna Haponenko       | 7½     |
| 13      | Nino Churcidze       | 7½     |
| 14      | Elwira Sachatowa     | 7½     |
| 15      | Petra Krupkova       | 7½     |
| 16      | Lidija Semenowa      | 7½     |